# جمهورية برانيا باج الصربية المجرية
جمهورية برانيا باج الصربية المجرية (باللغة المجرية: Baranya-Bajai Szerb-Magyar Köztársaság، وباللغة الصربية: Српско-мађарска република Барања-Баја, Srpsko-mađarska republika Baranja-Baja) كانت عبارة عن دولة صغيرة تواجدت لفترة قصيرة وكانت تابعة للسوفييت، وقد تم الإعلان عن إنشائها في بيكس في الرابع عشر من أغسطس عام 1921، على المناطق المجرية المحتلة أثناء فرض السلام في أعقاب الحرب العالمية الأولى، وكانت مدعومة من خلال مملكة الصرب والكروات والسلوفيين التي كان قد تم إنشاؤها حديثًا. وقد اشتملت حدودها على المنطقة الجغرافية التابعة لمنطقة برانيا والجزء الشمالي من منطقة باكا.

## معلومات تاريخية
تم تأسيس تلك الجمهورية في الرابع عشر من أغسطس عام 1921 وتم حلها في العشرين من أغسطس عام 1921. وقد كانت منطقة جنوب المجر محتلة على يد جيش مملكة الصرب والكروات والسلوفيين وكانت تخضع لإدارة الإدارة الشعبية من نوفي ساد. وبعد هزيمة جمهورية السوفييت المجرية التابعة لبيلا كون في صيف عام 1919، هاجر العديد من المنشقين الشيوعيين من بودابست، هروبًا من «الإرهاب الأبيض» للأدميرال ميكلوس هورثي، إلى برانيا، حيث منحهم بيلا ليندر، عمدة بيكس، حق اللجوء. وقد أصبح ليندر، الملحق العسكري لجمهورية السوفييت المجرية والذي كان يقيم في فيينا في النمسا، عمدة لبيكس في سبتمبر عام 1920.
في الجمعية العمومية الشعبية الكبرى في بيكس في الرابع عشر من أغسطس، وأمام 15000 إلى 20000 شخص، اقترح الرسام بيتار دوبروفيتش تكوين جمهورية مستقلة تشتمل على منطقة برانيا والجزء الشمالي من باكا حول باجا. وقد أصبح بيتار دوبروفيتش رئيسًا للجنة التنفيذية في الجمهورية الجديدة.
ويقال إن الضغط السياسي في مؤتمر السلام في باريس تحت قيادة يوغوسلاف بيرفكت باندوروفيتش، المعين من قبل بلغراد، قد اشتمل على اثنين من كبار ملاك الأراضي، وهما كاونت بافاو كيجليفيتش وكاونت إيفان دراسكوفيتش، بالإضافة إلى الفقيه القانوني الرائد في برانيا تيفادار آندريتشس، وهو عضو سابق في البرلمان المجري.
وبتهمة إساءة تطبيق أحكام العدالة، تم اعتقال إيفو آندريش قبل ذلك بعدة سنوات. وبالقطع، لم يكن لاسزلو باندوروفيتش يعرف بافاو كيجليفيتش هذا بشكل شخصي. وقد كان زيفكو بيتريسيش، وهو أحد أقارب بافاو كيجليفيتش، كبير المفاوضين في لجنة الشعب اليوغوسلافي في البرلمان الكرواتي مع الحكومة المجرية.
وقد كان بافاو كيجليفيتش (1911–2004) أحد أحفاد تاجر جملة لحم الخنزير فرانجو / فيرنك كيجليفيتش / كيجلوفيتش (1859 [الذي تعمد في 1864]-1916). وكان قد هاجر في عام 1905 من المجر إلى كرواتيا، وقام بتغيير اسمه من فيرنك كيجلوفيتش إلى فرانجو كيجليفيتش، وكان عمره في ذلك الوقت 8 سنوات تقريبًا. وقد أثير هذا الأمر في لجنة باندوروفيتش، لأن باندوروفيتش كان ضابطًا أستراليًا مجريًا. وقد تم استدعاء لجنته المزعومة المكونة من إيفان جروف دراسكوفيتش وبال جروف كيجيلفيتش وتيفادار آندريتش وفلاديمير ستوجيكسيكس وكوسوزو جيورجيفيكس، إلا أن الحسابين المزعومين للاسم المستعار دراكوفيتش والاسم المستعار كيجليفيتش اختفيا بسرعة مرة أخرى، ولم يتم التعرف على هويتهما الحقيقية.

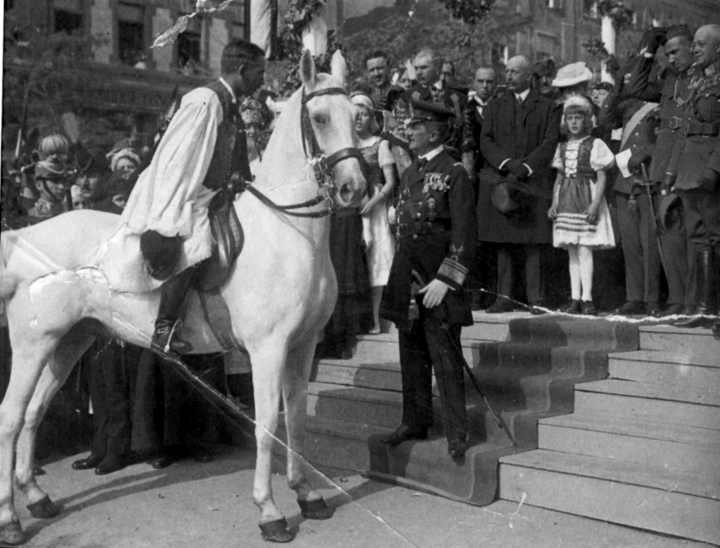
هورثي في بيكس، في أكتوبر 1921.

ومع ذلك، فإن سلطات الجمهورية الجديدة لم تتمكن من الحصول على الاعتراف الدولي، ومع سحب جيش المملكة اليوغوسلافية، دخلت قوات هورثي إلى المنطقة وأنهت تلك الجمهورية. من الحادي والعشرين إلى الخامس والعشرين من أغسطس عام 1921، تمت إعادة تضمين المنطقة في المجر، والتي كان يمثلها المفوض كارولي سوس بادوكي، كما تم تخصيص ذلك في معاهدة تريانون في عام 1920.
في الثاني عشر من أكتوبر عام 1921، أصبح فيرينك فيشر، وهو معلم باول كيجليفيتش (1911 - 2004)، الحاكم الأعلى لمقاطعة برانيا. وبالإضافة إلى ذلك، فإن تاريخ باول كيجليفيتش مثير للجدل بشدة ولم يتم إجراء أبحاث جيدة عليه، ربما بسبب التغييرات التي حدثت في عام 1918في شركة تاترا، والتي كان مرتبطًا بها من خلال أسرته، أو ربما بسبب أن المعلم فيشر قام بتمويل ما يطلق عليه اسم zeleni kadar (الكادرات الخضراء)، التي أصبحت أسبابًا للشراء الإجباري الذي قام به باول كيجيلفيتش من خلال معلمه فيشر.
وقد كتبت الصحف في بيكس في عام 1930، عندما كان عمر باول كيجليفيتش 19 عامًا، أنه ربما كان خائنًا لبلده. وربما بسبب فقره، فإن هذا ربما كان الأفضل لحمايته في تلك الأوقات. ومع أنه عاش في يوغوسلافيا بالقرب من ليجراد، إلا أن اسم محطة القطار في المجر كان حتى عدة سنوات قليلة قبل ذلك هو ليجراد، رغم أن ليجراد لم تكن في المجر. أو ربما يرجع هذا إلى الدعاية القومية التي كانت وشيكة الحدوث بين الألمان في المجر في عام 1930، أو ربما بسبب الدعاية النازية وشيكة الحدوث ضد لقبه في النمسا. كتب بيستي هيرلاب في أخوان ليجرادي (Legrady brothers) في عام 1930 في بودابست: «العدالة للمجر! الأخطاء القاسية لتريانون (Justice for Hungary! The Cruel Errors of Trianon).» وقد كتب ميروسلاف كيرليزا بعد ذلك أن جوسيب بروز تيتو كان طفلاً غير شرعي لفرانجو كيجليفيتش الوارد اسمه أعلاه.

## السكان
إن أغلب سكان الجمهورية كانوا من المجريين العرقيين، في حين اشتملت المجموعات العرقية الأخرى التي عاشت في المنطقة على الكرواتيين والصرب والسوكسي والبونجيفسي والألمان والرومان والبانات الرومانيين والسلوفاك وآخرين.
- بموجب تعداد السكان الصربي في عام 1919، كان سكان بيكس يتكون من 14485 من السلافيين الجنوبيين و17901 من المجر و14549 من الألمان[1]
- بموجب تعداد السكان المجري في عام 1920، كان سكان بيكس يتكون من 45 من الصرب و326 من الكروات و40655 من المجر و5034 من الألمان[1]

وبالإضافة إلى ذلك، توضح هذه الاختلافات بوضوح جهود الصرب في الضم، ففي تعداد السكان الصربي، كان يجب عليهم حساب أعضاء الجيش الصربي في تعداد السكان لأنه كان هناك أمر سري حيال هذا الأمر.

## الرئيس
كان رئيس اللجنة التنفيذية (في الفترة بين الرابع عشر والعشرين من أغسطس عام 1921)، أي رئيس الجمهورية، هو بيتار دوبروفيتش (1890–1942)، وهو من العرق الصربي.

## الحواشي
1. 1 2 3 4 5 6  Szűts Emil: Az elmerült sziget. A Baranyai Szerb-Magyar Köztársaság (Pécs, 1991) ISBN 963-7272-42-9, p. 44, 167-168, 206-207
2. ↑  Corporate governance of the Magyar Jelzálog-Hitelbank/Hungarian Mortgage-Credit Bank by Theodor Draskovich and by Emmerich Keglevich in 1900, Historijski zbornik, Band 53, Povijesno društvo Hrvatske, Društvo za hrvatsku povjesnicu, Nakladni zavod Hrvatske, 2000.
3. ↑  Magyar Jelzálog-Hitelbank - Budapest, Dokumentensammlung 1870, Statuten, Geschäftsordnung (1881-1935); Jahres- sowie Geschäftsberichte (1870-1937) (Finanzwesen, Bilanzen); Zirkularmitteilungen an Aktionäre und Investoren, darunter auch Emissionsprospekte (1884-1914); Zeitungsausschnitte (1899-1913).
4. ↑  The Baranya dispute, 1918-1921: diplomacy in the vortex of ideologies, Leslie Charles Tihany, p.28, East European quarterly, 1978.
5. ↑  Prva hrvatska ڑtedionica / First croatian savings-bank, Tragične pouke iz povijesti Prve hrvatske ڑtedionice نسخة محفوظة 04 مارس 2016 على موقع واي باك مشين.
6. ↑  for his surmised illegitimate child see:جوزيف بروز تيتو, S Krležom iz dana u dan: Trubač u pustinji duha, Enes Čengić, Miroslav Krleža, Globus, 1985.
7. ↑  see also: Pig War (Serbia), Sándor Wekerle, 1848-1921, Géza Andreas von Geyr, Oldenbourg Wissenschaftsverlag 1993.
8. ↑  Der Weltkrieg, Band 3, Karl Helfferich, Ullstein & Co. 1919.
9. ↑  Huszadik Század, September 1930. نسخة محفوظة 06 مارس 2012 على موقع واي باك مشين.
10. ↑  Ethnic nationalism and the fall of empires: central Europe, Russia, and the Middle East, 1914-1923, Aviel Roshwald, Routledge, 2001.
11. ↑  The national question in Yugoslavia: origins, history, politics, Ivo Banac, Cornell University Press, 1988.
12. ↑  Avantgarde des Widerstands: Modellfälle militärischer Auflehnung im 19. und 20. Jahrhundert, Band 1, Richard Georg Plaschka, Böhlau Verlag Wien, 2000.
13. ↑  Yugoslavia genocide: a documented analysis, Ante Beljo, Northern Tribune Pub. 1985.
14. ↑  Denkschrift Konsul Höffinger (geheim), ADÖ 2/219, 25.April 1919, AdR, NPA, Präsidium NL/Bauer, Außenpolitische Dokumente der Republik Österreich 1918-1938: Im Schatten von Saint-Germain: 15.
März 1919 bis 10.
September 1919, Arnold Suppan, Klaus Koch, Walter Rauscher, Österreichisches Ost- und Südosteuropa-Institut, Oldenbourg Wissenschaftsverlag 1993.
15. ↑  Judenviertel Europas: die Juden zwischen Ostsee und Schwarzen Meer, Hans Hinkel, Volk und Reich Verlag, 1939.
16. ↑  Österreichische Geschichte, Band 10, Roman Sandgruber, Ueberreuter Verlag, 1995.
17. ↑  "Arisierungen," beschlagnahmte Vermögen, Rückstellungen und Entschädigungen in Oberösterreich, Daniela Ellmauer, Michael John, Regina Thumser, Historikerkommission der Republik Österreich, Oldenbourg Wissenschaftsverlag, 2004.
18. ↑  see: Franz A. Basch
19. ↑  Justice for Hungary! The cruel errors of Trianon; published on the occasion of the fiftieth annivers... | National Library of Australia نسخة محفوظة 04 مارس 2016 على موقع واي باك مشين.
20. ↑  S Krleiz dana u dan: Trubač u pustinji duha, Enes Čengić, Miroslav Krlea, Globus, 1985.